# Glattsporiger Stielbovist
Der Glattsporige Stielbovist (Tulostoma armillatum, Syn.: Tulostoma fulvellum) ist eine sehr seltene Pilzart aus der Familie der Champignonverwandten, deren Fruchtkörper gestielt bauchpilzartig ist.

## Merkmale

### Makroskopie
Der gestielte, zunächst kugelige und später etwas abgeflachte Kopf hat einen Durchmesser von 9–13 mm. Die Exoperidie, welche eine Mischung von lockerem Hyphengeflecht mit Sand- und Substratpartikeln ist, fällt von der Endoperidie an. Die Endoperidie ist gelbbraun bis braun, nach Abfallen der letzten Reste der Exoperidie glatt und später, wenn der Fruchtkörper antrocknet, papierartig dünn. Die apikale Öffnung, das  Peristom, ist auffallend heller als die Endoperidie. Die Öffnung ist faserig ausfransend und bildet keine Röhre, sondern ist zunächst nicht erhöht und bildet erst später, wenn der Fruchtkörper austrocknet und verwittert einen flachen bis deutlichen Kegel. Die Gleba ist zimtfarben oder blass zimtfarben. Die Ansatzstelle des Stiels ist als deutlicher Stielsockel ausgeprägt. Der  hell- bis dunkelbraune Stiel ist bis 40 mm lang und wird 3–5 mm dick. Er ist zunächst faserig bis angedrückt schuppig. Später, wenn die schuppig-faserige Außenschicht abfällt, ist er längsrillig. Die Stielbasis zeigt ein auffälliges Stielknöllchen. Unterseits des Stielknöllchen sind weiße, kräftige Rhizomorphen vorhanden.

### Mikroskopie
Die Sporen sind sowohl im Lichtmikroskop als auch im Elektronenmikroskop glatt und messen 3,5–5 × 2,5–3 µm. Sie sind ei- bis birnenförmig, teils auch tränenförmig. Der Apikulus zeigt an der Abbruchkante einen deutlichen Ringwulst. Das Capillitium besteht aus dickwandigen, fast farblos-hyalinen bis hell ockerlich gefärbten, septierten und verzweigten Capillitiumfasern von 2,5–6 µm Dicke. Die Septen der Capillitiumfasern sind nicht oder kaum erweitert. Schnallen fehlen.

## Artabgrenzung
Giacomo Bresadola beschrieb (in Petri 1904) Tulostoma armillatum und Tulostoma fulvellum als abtrennbare Arten neu. Er trennte beide aufgrund der Ausbildung des Peristoms wie folgt ab: Tulostoma armillatum mit mammos ausgeprägtem Peristom, Tulostoma fulvellum mit flachem und nicht mammos ausgeprägten Peristoms. Dieser Unterschied ist jedoch auf unterschiedliche Alters- bzw. Verwitterungsstadien zurückzuführen. Da es keine weiteren Unterscheidungsmerkmale gibt, werden die beiden Taxa als Synonyme angesehen.
Die Merkmalskombination des locker-hyphigen und nicht membranösen Exoperidiums, des fimbriaten Persitoms und der lichtoptisch (und elektronenoptisch) glatten und auffallend geformten Sporen ermöglicht eine sichere Bestimmung dieser Art. Tulostoma fimbriatum teilt die Merkmalsausprägung der Exoperidie und des Peristoms, lässt sich aber makroskopisch anhand der hellen Endoperidie und mikroskopisch anhand der warzigen und kugeligen Sporen leicht unterscheiden.

## Verbreitung
Die Art kommt nur in Europa vor und ist vor allem mediterran verbreitet. Nachweise sind zudem aus Frankreich, der Schweiz, Österreich (Wien) und Süddeutschland bekannt.

## Gefährdung
Der einzige Fundort in Deutschland (Baden-Württemberg) des Glattsporigen Stielbovists ist seit 1961 erloschen. Auch im Stammareal (Mittelmeerraum) ist die Art selten. So ist aus Spanien ebenfalls nur ein Fund dieser Art aus dem Jahr 1973 bekannt.